# Ashley Hayden
Ashley Hayden-Walden (Framingham, 5 de noviembre de 1981) es una deportista estadounidense que compitió en luge en la modalidad individual.
Ganó dos medallas de plata en el Campeonato Mundial de Luge, en los años 2004 y 2005. Participó en los Juegos Olímpicos de Salt Lake City 2002, ocupando el octavo lugar en la prueba individual.

## Palmarés internacional
| Campeonato Mundial | Campeonato Mundial         | Campeonato Mundial | Campeonato Mundial |
| Año                | Lugar                      | Medalla            | Prueba             |
| ------------------ | -------------------------- | ------------------ | ------------------ |
| 2004               | Nagano (Japón)             | Medalla de plata   | Equipo             |
| 2005               | Park City (Estados Unidos) | Medalla de plata   | Equipo             |